# Louis-François de Bausset
Pour les articles homonymes, voir Bausset.
Louis-François de Bausset, né à Pondichéry le 14 décembre 1748 (famille de Bausset-Roquefort) et mort le 21 juin 1824 à Paris, est un cardinal et homme de lettres français des XVIIIe et XIXe siècles.

## Biographie

### Prélat
Il vint fort jeune en France, entra au séminaire de Saint-Sulpice, et obtint un bénéfice dans le diocèse de Fréjus. En 1770, il fut député à l'assemblée du clergé, et se lia avec Jean de Dieu-Raymond de Boisgelin de Cucé, archevêque d'Aix, qui le nomma son grand-vicaire. En 1778, il passa en cette qualité à Digne, et calma les dissensions qui s'étaient élevées entre Piere-Paul du Caylar, évêque de Digne, et son chapitre.
Il devint évêque d'Alais (aujourd'hui Alès) en 1784, et fut envoyé par les États du Languedoc aux deux assemblées des notables de 1787 et de 1788 ; mais il ne fit point partie des États généraux. L'assemblée constituante ayant supprimé son évêché en 1790, il se joignit en 1791 à la protestation des évêques français contre la constitution civile du clergé. Peu de temps après il émigra, puis revint à Paris en 1792. Incarcéré pendant la Terreur, il fut rendu à la liberté après le 9 thermidor.

### Homme de lettres
Il se retira à Villemoisson, près de Longjumeau, et y consacra tous ses instants à la culture des lettres. En 1806, il obtint un des canonicats du chapitre de Saint-Denis. Ce fut pendant les loisirs que lui laissaient ses fonctions qu'ayant reçu de l'abbé Émery tous les manuscrits de Fénelon, il entreprit d'écrire l'histoire de ce vertueux prélat. Cet ouvrage (Histoire de Fénelon), qui parut en 1808 et 1809, 3 vol. in-8°, obtint un grand succès, et fut désigné en 1810 comme méritant le deuxième prix décennal. Encouragé par ce succès, Bausset composa, sur le même plan, l'Histoire de Bossuet, 4 vol. in-8°, 1814, qui ne reçut pas un accueil aussi favorable que l'histoire de l'archevêque de Cambrai. Néanmoins ces deux productions assurèrent à leur auteur un rang distingué parmi les écrivains de son temps.
Lors de la formation de l'Université, Napoléon Ier le créa conseiller titulaire (1810). Il avait été déjà fait baron de l'Empire. Son ralliement à l'empire a permis la nomination à l'évêché de Vannes de son neveu Pierre-Ferdinand de Bausset-Roquefort en 1807.
Sous la Restauration, il fut brièvement président du conseil royal de l’Instruction publique de 17 février au 20 mars 1815, ce qui correspondait au rôle de ministre, pair de France ecclésiastique le 17 août 1815 et duc de Bausset-Roquefort le 31 août 1817.
L'ordonnance royale de mars 1816 le fit entrer à l'Académie française en remplacement de Dominique-Joseph Garat qui en était exclu. Il fut créé cardinal par le pape Pie VII au consistoire du 28 juillet 1817 mais ne reçut jamais son chapeau rouge ni son titre.
Mathieu-Mathurin Tabaraud a publié en 1822 un Supplément aux deux histoires de M. Bausset.

## Œuvres
- Histoire de Fénelon  (1809) (3 volumes in-8, portés à 4 dans l'édition de 1817). Elle eut beaucoup de succès.
- Histoire de Bossuet  (1814) (4 volumes in-8, 1814), qui fut moins bien accueillie.

## Postérité
- la rue Bausset dans le 15e arrondissement de Paris a été nommé en son honneur.

## Source
- Histoire des quarante fauteuils de l'Académie française depuis la fondation par Tyrtée Tastet - 1855